# 植烷
植烷（英語：Phytane），是植醇（一种含叶绿素骨架的化合物）失去其羟基基团後加氫還原时形成的二萜类烷烃。当植烷主鏈乙基端失去一个亞甲基时，它会产生姥鮫烷。除了植醇之外，其他植烷和姥鮫烷的生成来源也有被報告提出。
姥鮫烷和植烷是石油中常见的成分并已被用作堆積作用中氧化还原的參考指數，以及用于阐明石油及其形成對應源岩的關聯性調查。在环境研究中，姥鮫烷和植烷可做為调查漏油地點的指标化合物。

## 化学結構
植烷是一种非极性有机化合物，在室温下为透明无色液体。它是一种头尾相连的规则結合的類萜單位，為正二十烷的碳鏈異構物，其分子式為 C20H42 ，示性式為(CH3)2CHCH2CH2CH2CH(CH3)CH2CH2CH2CH(CH3)CH2CH2CH2CH(CH3)CH2CH3。
植烷有许多结构异构体。其中：藏花烷(英語：Crocetane)是尾对尾连接的类萜，由于其结构相似，在气相色谱(GC) 中经常與植烷共同析出。
植烷有三个手性碳，因此也有许多立体异构体，其手性碳位置為C-6(主鏈6號碳)、C-10(主鏈10號碳) 和 C-14(主鏈14號碳)。而姥鮫烷有两个立体碳，C-6 (主鏈6號碳)和 C-10(主鏈10號碳)。目前尚未报告使用气相色谱法直接测量这些异构体的資料。

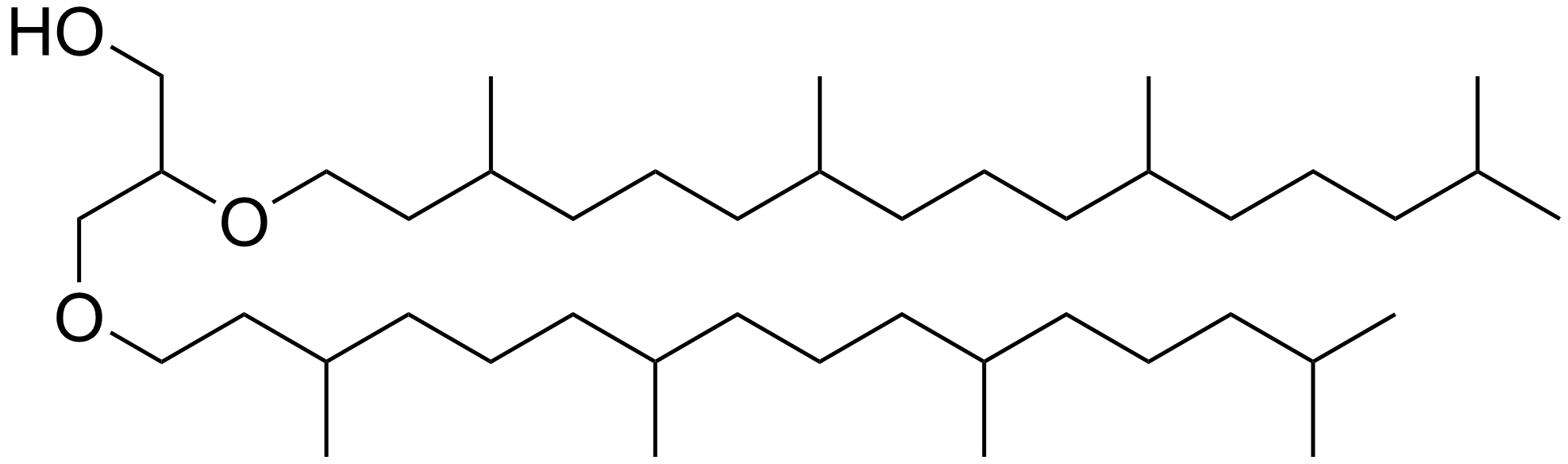
甘油-1,2-二植烷基醚 (Archaeol)，具有兩個植烷基。

α-生育酚的化學結構式.

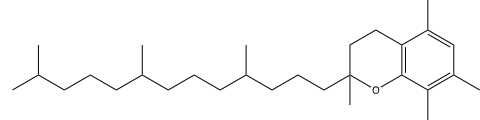
2-甲基-2-(4,8,12-三甲基十三烷基)偏三甲苯並二氫吡喃（一种甲基三甲基十三烷基苯並二氫吡喃衍生物[MTTCs]）的化学结构。)

植烷的取代基是植烷基。在諸如產甲烷菌和鹽桿菌的古细菌，在其膜脂质经常发现帶植烷基的化合物，例如：甘油-1,2-二植烷基醚 。植烯是植烷的C-2(主鏈2號碳)、C-3位(主鏈3號碳)各失去一個氫原子的單烯烴。在许多具有生物学重要性的有机分子中，如叶绿素、生育酚（维生素 E）和叶绿醌（维生素 K1）中，也发现了植烯基官能团。植烯对应的醇是植醇。香叶基香叶烯是植烷的完全不饱和形式，其相应的取代基是香叶基香叶基。

## 来源

葉绿素 a 的结构，其侧链含有一个植烷基。

## 保存
在合适的环境中，像叶绿素这样的生物分子可以转化并以可识别的形式保留为生物标記物。转换期间中的成岩作用通常会导致官能团，如双键和羟基的離去。 

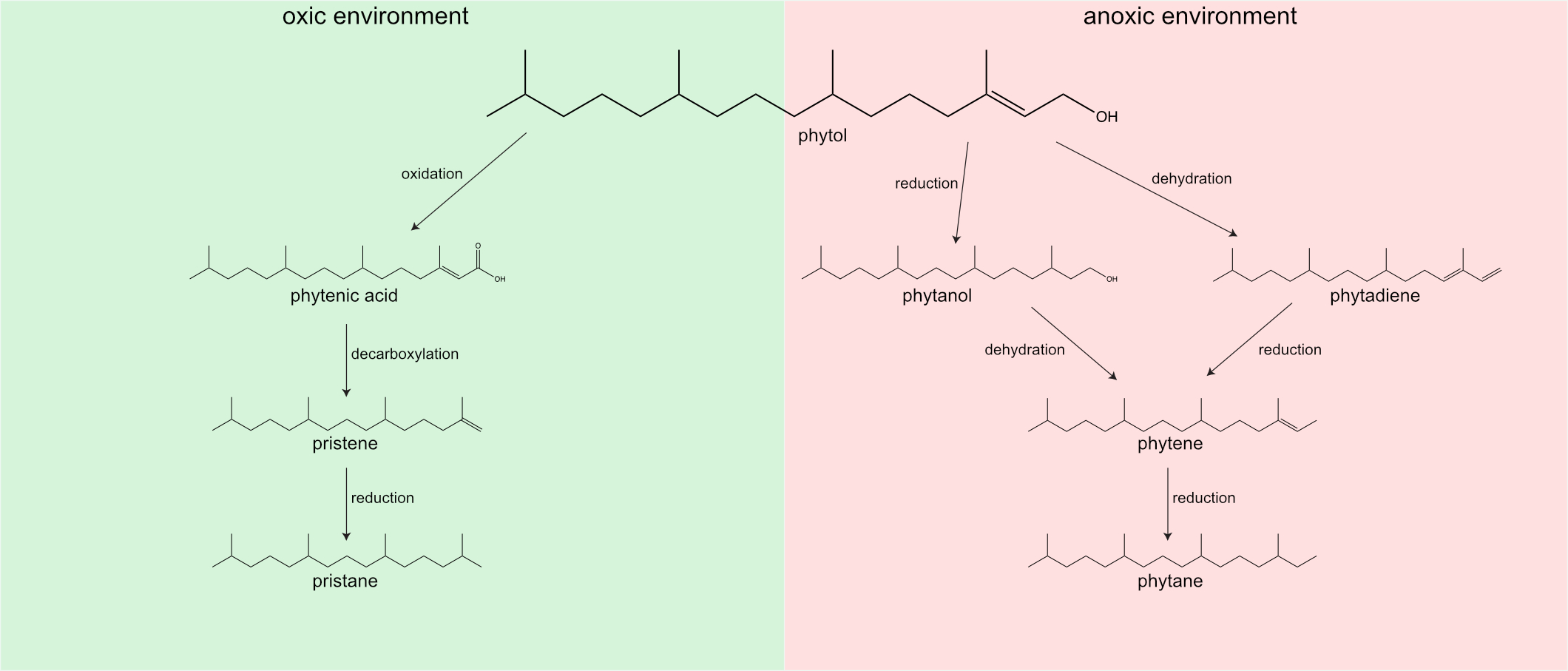
分别在有氧和缺氧条件下通过植醇的成岩作用形成姥鮫烷和植烷。

研究表明，在不同的氧化还原条件下，植醇通过成岩作用形成了原始烷烃和植烷。 可以在氧化条件下通过植醇氧化成植烯酸然后可以脱羧为植烯，最后还原为植烷。相比之下，植烷可能来自植醇（中間產物有二氢植醇或植烯）在相对缺氧条件下的还原和脱水而生成。然而，各种生物和非生物过程可能控制叶绿素和植醇的成岩作用，确切反应機構更为复杂，因此与氧化还原条件没有严格相关性。
在未熱成熟的沉积物中，姥鮫烷和植烷具有以 6R,10S 立体化学（等量於 6S, 10R）为主的构型，这是从植醇中的 C-7 和 C-11 继承而来的。在热成熟过程中，C-6 和 C-10 的光學异构化导致 6R、10S、6S、10S 和 6R、10R 的混合物。

## 地球科學化学参数

### 姥鮫烷/植烷比率
姥鮫烷/植烷比率(縮寫：Pr/Ph) 是姥鮫烷和植烷丰度的比率。它是沉积环境中氧化还原環境的指標數值。 Pr/Ph 指数基于以下假设：姥鮫烷通过氧化植醇途径形成，而植烷通过各种还原途径产生。在非生物降解原油，Pr/Ph值小于0.8表示為鹹水湖到高盐湖泊環境与蒸发盐和碳酸盐沉积相关的沉積環境，而贫有机質的陆源，河流和三角洲中好氧到低氧条件下沉积物通常产生的原油中姥鮫烷/植烷比率高于3。 姥鮫烷/植烷比率是常用的方法，因为使用气相色谱法可以轻鬆测量姥鮫烷和植烷的占比。
但是，应谨慎使用该指数，因为姥鮫烷和植烷可能不是由同一前体降解产生的（参见本條目中 *来源*章節）。此外，可以在还原環境條件下中通过粘土催化的植醇降解和随后的还原會生成姥鮫烷，而非植烷。此外，在油母質降解过程中，Pr/Ph 趋于增加。这种变化可能是由于在早熟过程中从烃源岩中优先释放了與硫结合的植醇所造成。

### 姥鮫烷/正十七烷和植烷/正十八烷比率
姥鮫烷/正十七烷 (Pr/nC17) 和植烷/正十八烷 (Ph/nC18) 有时用于對應石油及其源岩（即阐明石油形成的位置）。在开阔海洋条件下沉积的岩石中的石油显示 Pr/nC17< 0.5，而来自内陆泥炭沼泽的石油的比率大于1。
出于多种原因，应谨慎使用这些比率。Pr/nC17和Ph/nC18 都随着石油的热成熟度下降，因為类异戊二烯的热稳定性不如直链烷烃。相比之下，生物降解会增加这些比率。因为相較於类萜，好氧菌通常偏好分解直链烷烃，故生物降解油与低成熟度的未降解油中，直链烷烃的丰度皆低于姥鮫烷和植烷。

### 生物降解规模
姥鮫烷和植烷比直鏈烷烴更能避免被生物降解，但其避免被生物降解的能力不如甾烷和藿烷。因此，生物标記物降解等级中：能显着消耗並完全消除姥鮫烷的環境條件和植烷的生物降解環境等級分别為3和4。

### 化合物特定同位素分析

#### 碳同位素
原始烷烃和植烷的碳同位素组成通常反映了光合作用过程中发生的动力学同位素分馏。例如，在過去5億年以来，海洋沉积物和油中植烷的 δ13C (PDB) 已被用于重建古代大气CO2濃度變化，这会影响与光合作用相关的碳同位素分馏。在这项研究中，CO2的分压在大氣中的最大值為1000 ppm以上，而在近現代時为410ppm。
原油中姥鮫烷和植烷的碳同位素组成也有助于縮小其可能来源範圍。来自共同前体的姥鮫烷和植烷的δ13C值相差不超过0.3‰。

#### 氢同位素
海洋浮游植物和藻类中植醇的氢同位素组成开始时高度枯竭，δD（VSMOW）範围值在-360 到 -280‰範圍內。因為热成熟過程中优先释放轻同位素，原始烷烃和植烷會随着熱成熟過程分子量逐渐变重。

## 案例研究：Pr/Ph 作为判斷地質為氧化環境或還原環境的方法局限性
Pr/Ph 对來源沉积物氧化还原电位的推论应始终得到其他地球化学和地质数据的支持，例如硫含量或 C35升藿烷指数（即 C35升藿烷相对于整體C31 -C35升藿烷的豐度）。例如，印度的Baghewala-1石油的Pr/Ph低（0.9）、硫含量高（1.2wt.%）、C35升藿烷指数高，此与其烃源岩沉积过程中的缺氧情况一致。
然而，仅从 Pr/Ph 比對沉积环境的含氧状态可能会产生误导，因为盐度通常會主導在高盐度环境中的 Pr/Ph值大小。在另一个例子中，在德国二叠纪含銅板岩序列沉积过程中 Pr/Ph 的降低与三甲基化 2-甲基-2-(4,8,12-三甲基十三烷基)苯並二氫吡喃，一种被认为是盐度标記物的芳香族化合物之增加一致。因此，Pr/Ph的这种降低应该表明盐度的增加，而不是氧濃度的減少。